# Erich Prattes
Erich Prattes (* 4. März 1947 in Leoben) ist ein ehemaliger österreichischer Politiker (SPÖ) und Gemeindebediensteter. Prattes war von 7. November 2000 bis 21. Oktober 2010 Abgeordneter zum Steiermärkischen Landtag und Klubobmann-Stellvertreter. 

## Leben und Wirken
Prattes besuchte nach der Volks- und Hauptschule eine Handelsschule und absolvierte später die B-Matura. Er war beruflich als Gemeindebediensteter beschäftigt. Politisch war Prattes als SPÖ-Bezirksvorsitzender im Bezirk Leoben aktiv und war langjähriger SPÖ-Klubobmann im Leobener Gemeinderat, dem er von 1990 bis 2010 angehörte. Im Frühjahr 1992 wurde der kulturell engagierte Prattes, der bereits davor Veranstaltungsreihen wie den Leobener Kabarettherbst, den Veranstaltungssommer, Leoben alternativ oder den Leobener Advent initiierte, zum neuen Kulturstadtrat von Leoben ernannt. Zudem war Prattes zu dieser Zeit Obmann des Stadtchores und Schriftführer des Fremdenverkehrsvereines der Stadt Leoben. Als Kulturstadtrat war der gebürtige Leobener bis 1994 tätig und war danach von 1994 bis 2000 Finanzstadtrat seiner Heimatstadt.
Im Juni 2009 legte er sein Amt als Klubobmann zurück und kündigte für die kommende Wahl an, nicht mehr für den Gemeinderat kandidieren zu wollen. Von 7. November 2000 bis zum 2. Oktober 2010 vertrat Prattes die SPÖ im Steiermärkischen Landtag, wobei er ab 2008 die Rolle des Bereichssprechers für die Europäische Union innehatte.
Im Herbst 2018 wurde Prattes zum Ehrenbürger von Leoben ernannt.
Prattes ist verheiratet und Vater dreier Töchter.

## Auszeichnungen und Ehrungen (Auswahl)
- Ernennung zum Regierungsrat[1]
- 2018: Ehrenbürger von Leoben[1]